# 埃尔瓦尔德
埃尔瓦尔德是奥地利蒂罗尔州罗伊特县的一个市镇。总面积49.4平方公里，总人口2685人，人口密度54.4人/平方公里（2005年）。